# 邓瑞华
邓瑞华（1954年2月—，甘肃省武威市人，中国人民解放军少将。

## 生平
1984年9月至1986年6月，任兰州军区守备2团副团长。1991年7月至1995年9月，任兰州军区政治部副秘书长。1995年9月至1998年9月，任兰州军区后勤27分部副部长、随后任分部部长。2003年12月至2005年12月，任甘肃省军区副司令员。2005年12月至2010年4月，任兰州军区联勤部副政治委员、后升任联勤部政治委员。2015年7月10日，中央军委纪委对进行立案调查，其涉嫌违法犯罪